# تاترا تی۶۱۳

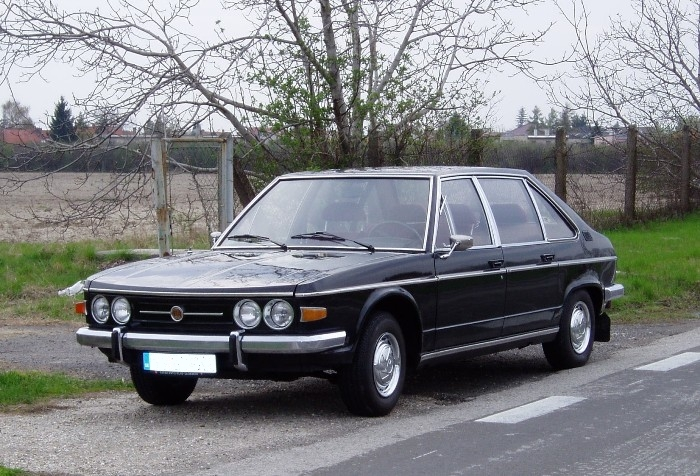

تاترا تی۶۱۳ (Tatra T۶۱۳) خودرویی است که در سال‌های ۱۹۷۴ تا ۱۹۹۶تولید شده‌است.
این خودرو در کلاس خودرو سایز بزرگ قرار گرفته، طراحی آن خودروهای موتور عقب-محور عقب بوده است. 

## نگارخانه

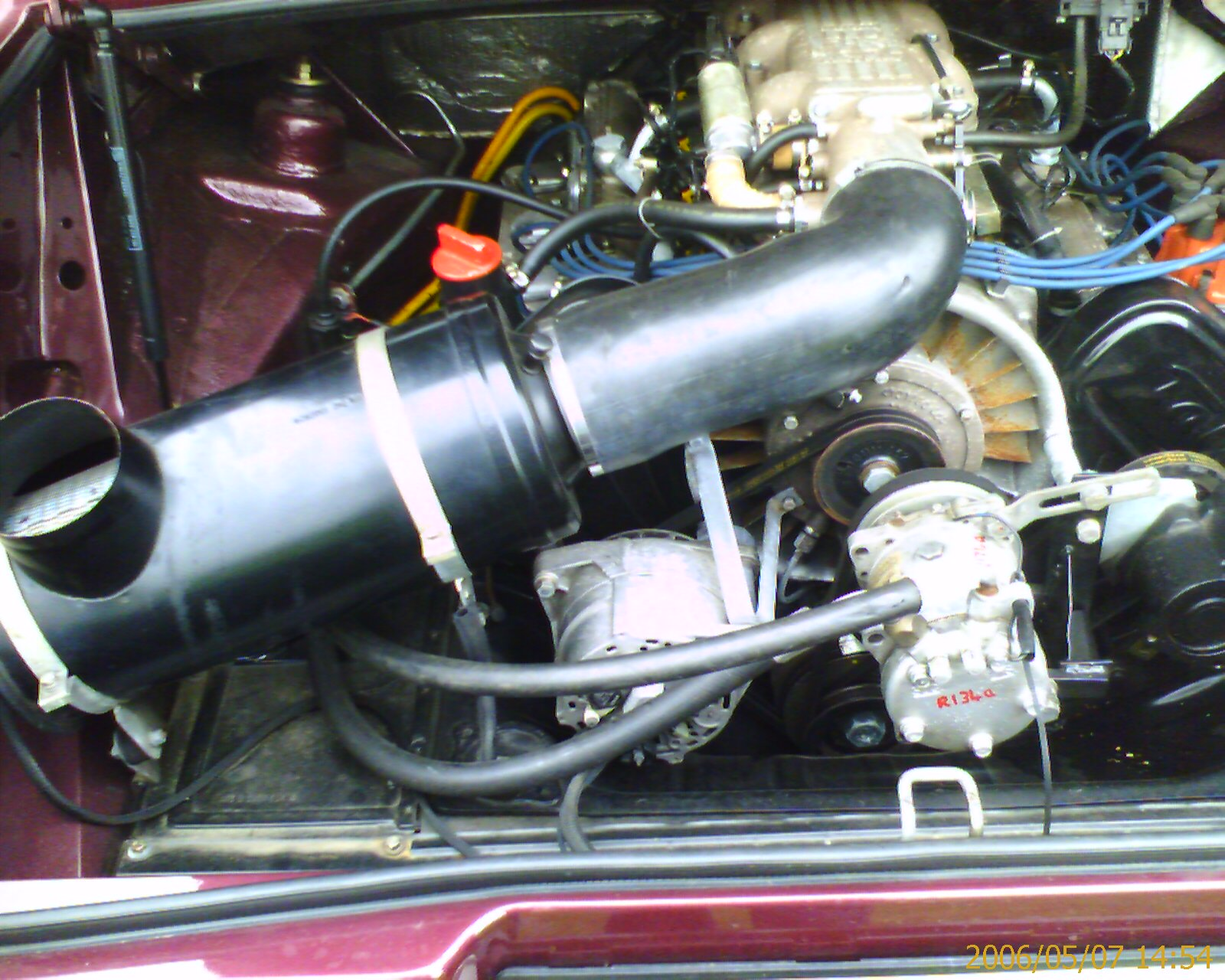
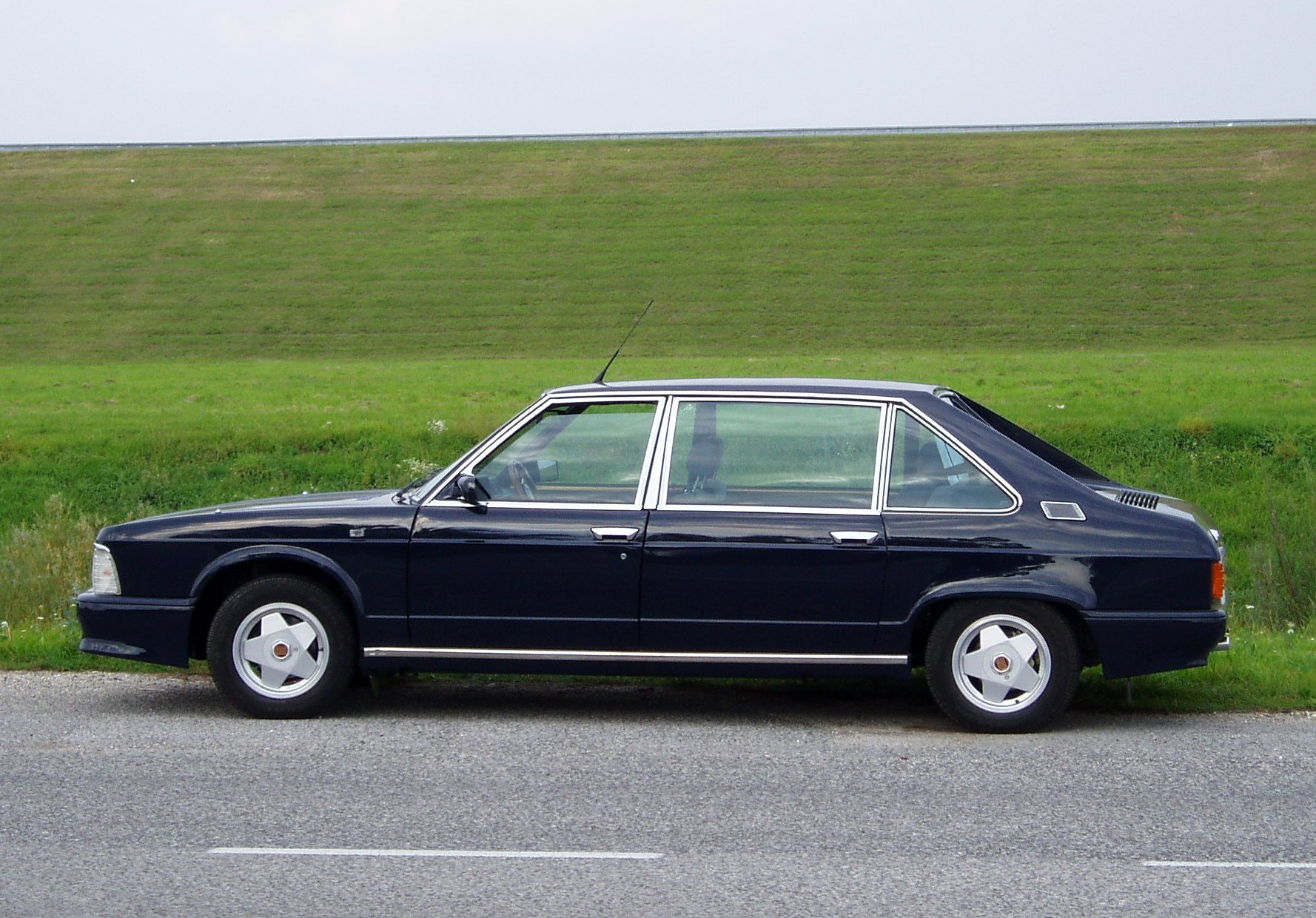